# Орфи
Орфи е артистичен псевдоним на българския илюзионист Васил Стефанов Николаев.
Роден в Силистра на 1 юни 1943 г. Син е на известния театрален деец Стефан Николаев и внук на поп Никола, свещеник от Русе и родственик на Левски. Брат е на актьора Николай Николаев – бате Николай. През 1947 семейството заживява в София. Баща му става директор на Музикалния театър.
През 1959 г. Орфи се явява на конкурс пред Лазар Добрич и Мистър Сенко и получава правото да упражнява тази професия. В началото на 1960-те години Орфи полага началото на модерното българско илюзионно изкуство. „Орфи беше омаян от магическото изкуство. Беше на 16 години, когато издържа изпит за професионален илюзионист“, спомня си брат му Николай. Псевдонима си намира от гръцката митология, бога на тайните сили – Орфо. Първите му афиши са с „Орфо“, но един ден на улицата почитател го нарича „Орфи“ и започва да се нарича така. В началото на 60-те години Орфи полага основите на модерното изкуство в България, като става главен организатор на Първия международен фестивал на илюзионното изкуство в България. Негов неотлъчен партньор в живота и на сцената от 1963 г. е съпругата му Любка Николаева. Те са световноизвестният „Дует Орфи“. През 1975 г. заедно с Астор основават магически клуб в България.
С номера си „Разминаване със смъртта“ през 1982 г. Орфи взима сребърен медал и става единственият българин, получил отличие от световното първенство за илюзионисти FISM в Лозана, Швейцария. Бил е главен директор на „Български циркове“, председател на Съюза на илюзионистите в България. Изнасял е спектаклите си в цяла Европа, СССР, САЩ, Канада, Алжир, Мароко, Египет и много други страни. Носител е на много отличия и награди. Почива на 56-годишна възраст в София.